# Alan
 Ovo je glavno značenje pojma Alan. Za programski jezik pogledajte Alan (programski jezik).
Alan je naselje u Republici Hrvatskoj, u sastavu Grada Senja, Ličko-senjska županija naseljeno bunjevačkim Hrvatima. Sastoji se od nekoliko zaseoka, to su: Rupa, Vukelići-Brina, Butković Dolac, Cigići, Klanac Alanski, Vrtlina i Zamalić.

## Stanovništvo
Glavnina Bunjevaca iz Alana nose prezimena Tomljanović, Vukelić, Butković, Filipović i Prpić. Tomljanovići žive po zaseocima Zamalić, Alan, Cigići, Vrtlina i Butković Dolac. Vukelići u zaseocima Rupa i Vukelići-Brina. Butkovići žive u zaseocima Alan, Vrtlina i Butković Dolac. Filipovići u Vukelićima i Prpići Butković Docu.
Prema popisu stanovništva iz 2001. godine, naselje je imalo 11 stanovnika te 6 obiteljskih kućanstava.

Prema popisu stanovništva 2011. godine naselje je imalo 17 stanovnika.
| broj stanovnika | 112   |       | 445   | 477   | 396   | 451   | 391   | 370   | 282   | 321   | 260   | 91    | 9     | 11    | 11    | 17    | 11    |
|                 | 1857. | 1869. | 1880. | 1890. | 1900. | 1910. | 1921. | 1931. | 1948. | 1953. | 1961. | 1971. | 1981. | 1991. | 2001. | 2011. | 2021. |